# マラ州
マラ州（マラしゅう、Mkoa wa Mara）は、タンザニア北部の州である。マラ州にはセレンゲティ国立公園（Serengeti National Park）を持っている。人口1,368,602人（2002年）、州都はヴィクトリア湖畔のムソマ（Musoma）である。

## 隣接州
南部にシニャンガ州から分離したシミユ州、南西部にムワンザ州、南東部にアルーシャ州、北部にケニアのリフトバレー州とニャンザ州に接している。西部はヴィクトリア湖を臨む。

## 下位行政区画
- Bunda District
- Butiama District
- Musoma Rural District
- Musoma Urban District
- Rorya District
- Serengeti District
- Tarime District